# Odo da Arezzo
Odo da Arezzo, a volte citato come Abate Odo, (fl. X secolo), è stato un compositore, teorico della musica e abate italiano, attivo ad Arezzo nel tardo X secolo.

## Biografia
Molto poco si conosce sulla sua vita eccetto il fatto che fu abate ad Arezzo, sotto il vescovo Donato di Arezzo. Odo compose un tonario (un libro di chants che generalmente include antifone e responsori) con una discussione sui modi, giunto a noi in 20 manoscritti, quattro dei quali contengono attribuzioni a Odo. In alcuni dei manoscritti vi è un prologo, "Formulas quas vobis", ascritto ad Odo.
Un Dialogus de musica è stato erroneamente attribuito a Odo di Arezzo.